# 더덕속
더덕속은 초롱꽃과의 한 속이다.

## 종
- 더덕 Codonopsis lanceolata (Siebold & Zucc.) Trautv. : 잎이 4윤생처럼 보이고, 잎자루가 없다. 뿌리가 도라지 모양이다.
- 소경불알 Codonopsis ussuriensis (Rupr. & Maxim.) Hemsl. : 뿌리가 공 모양이다.
- 만삼 Codonopsis pilosula (Franch.) Nannf. : 잎이 어긋나거나 마주나고 잎자루가 길다.
- 애기더덕 Codonopsis minima Nakai

## 참고 자료
- 이상태, 《한국식물검색집》(아카데미서적, 1997)